# Bakshish (Band)
Bakshish (pol. Bakszysz) ist eine 1982 gegründete Reggae-Band aus Polen. Sie spielen vor allem Ska, Rocksteady und Roots Reggae.

## Diskografie
- Open Your Heart (1989 und 1991 mit zusätzlichem Material)
- One Love (1993)
- Eye (1994)
- B-3 (1999 ?)
- Jak łzy (2000)